# Мадонна с гранатом
Мадонна с гранатом, Мадонна делла Мелаграна (итал. Madonna della Melagrana) — картина-тондо (композиция в круге) работы живописца итальянского Возрождения периода кватроченто Сандро Боттичелли, изображающая Деву Марию с Младенцем в окружении шести женственных ангелов. Написана темперой на дереве (диаметр 143,5 см), датируется 1487 годом. Хранится в галерее Уффици во Флоренции.

## История и атрибуция картины
Это произведение — одно из немногих датируемых зрелых произведений Сандро Боттичелли. В документах флорентийского магистрата сохранилось упоминание о завершении «тондо с Мадонной и Младенцем» в 1487 году для украшения Зала Аудиенций (Sala delle Adienze) в Палаццо Веккьо. Однако вопреки этим сведениям некоторые историки искусства, такие как Ульманн, предлагают датировку до 1480 года, другие, например Вильгельм фон Боде и его последователи, датируют работу временем после возвращения художника из Рима (около 1482 года), наконец, Ван Марле — 1480—1481 годами.

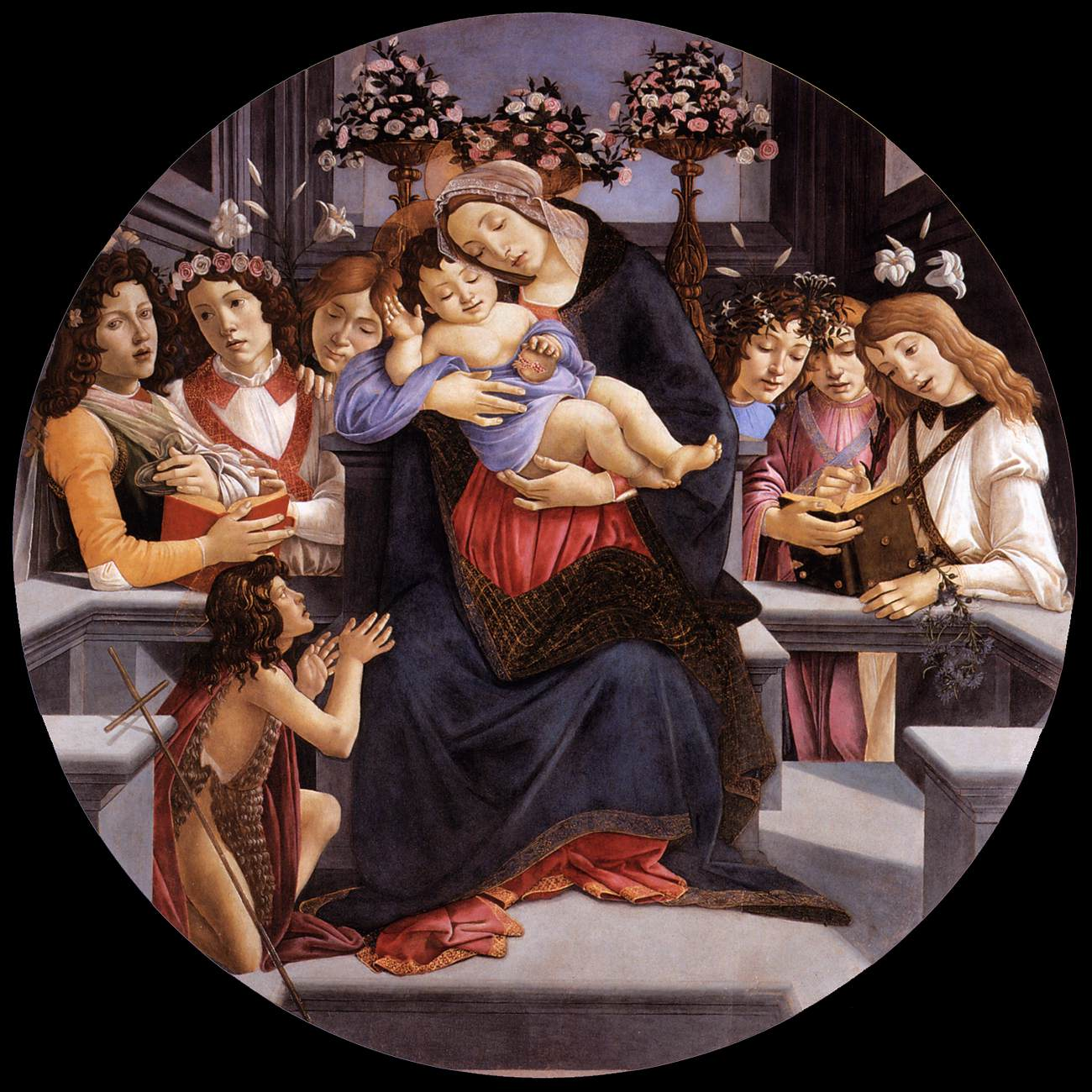
С. Боттичелли. Мадонна с шестью ангелами и Иоанном Крестителем. 1490. Дерево, темпера. Галерея Боргезе, Рим

На самом деле Боттичелли написал несколько картин на тему «Мадонна с гранатом» (варианты: в Галерее Боргезе в Риме, ещё один в галерее Уффици, другие в парижском Лувре и в Музее Моргана в Нью-Йорке). Кроме того, существуют копии и реплики (в Берлинской картинной галерее, коллекции Айнарда в Лионе и коллекции Вернера в Лондоне).

## Иконография и композиция
Боттичелли написал значительное количество картин типа тондо; можно предположить, что он испытывал особенный интерес и пиетет к формату круга. «Мадонна с гранатом» имеет иконографическое сходство с Мадонной Маньификат, также в галерее Уффици, которая датируется несколькими годами ранее (1483), и отдалённое — с юношеским произведением Рафаэля Мадонной Конестабиле в Санкт-Петербургском Эрмитаже. Та же пластика линий, отвечающих форме круга, нежные и женственные лики ангелов. Лик Мадонны, как считают многие, повторяющий черты возлюбленной художника Симонетты Веспуччи, повторяется у Боттичелли из картины в картину. Отличительная черта данного тондо — лучи золотого света, осеняющие Пресвятую Деву. Ангелы, окружающие Марию, поклоняются ей с лилиями и гирляндой из роз.
Руки Мадонны и Младенца соединены, поддерживая плод граната. Красный сок плода граната в христианской иконографии — символ пролитой крови Спасителя, искупительной жертвы, воскресения к новой жизни, крови мучеников, пролитой за веру, а зёрна граната символизируют единение верующих в лоне Церкви.